# I Dream Too Much (Jimmy Knepper)
I Dream Too Much è un album di Jimmy Knepper, pubblicato dalla Soul Note Records nel 1984. 

## Tracce
Lato A
1. I Dream Too Much – 10:05 (Jerome Kern)
2. Sixpence – 6:52 (Jimmy Knepper)
3. If I Say I'm Sorry – 3:47 (Roland Hanna)

Durata totale: 20:44
Lato B
1. Under the Sun – 7:36 (Jimmy Knepper)
2. Beholden – 8:29 (Jimmy Knepper)
3. Bojangles of Harlem – 7:13 (Jerome Kern)

Durata totale: 23:18

## Musicisti
- Jimmy Knepper - trombone
- John Eckert - tromba
- John Clark - corno francese
- Roland Hanna - pianoforte
- George Mraz - contrabbasso
- Billy Hart - batteria

Note aggiuntive
- Giovanni Bonandrini - produttore
- David Baker - ingegnere del suono
- Mark Wilder - assistente ingegnere del suono
- Gennaro Carrone - remasterizzazione